# فرانتس رایندل
فرانتس رایندل (انگلیسی: Franz Reindl؛ زادهٔ ۲۴ نوامبر ۱۹۵۴) بازیکن هاکی روی یخ اهل آلمان است.